# Mist Rocks
Die Mist Rocks (englisch für Nebelfelsen, in Argentinien gleichbedeutend Rocas Niebla) sind eine Gruppe inselartiger Klippenfelsen vor der Loubet-Küste des Grahamlands auf der Antarktischen Halbinsel. 
In der Einfahrt zum Lallemand-Fjord liegen sie unmittelbar nordwestlich des Holdfast Point.
Luftaufnahmen der Falkland Islands and Dependencies Aerial Survey Expedition aus den Jahren von 1956 bis 1957 dienten ihrer Kartierung. Namensgebend war der Umstand, dass eine Hundeschlittenmannschaft des Falkland Islands Dependencies Survey am 21. August 1956 während ihrer Fahrt nördlich der Detaille-Insel bei der Suche nach einem sicheren Lagerplatz im Nebel zufällig auf die Inselgruppe gestoßen war.